# Boletiniella nigrifemur
Boletiniella nigrifemur är en tvåvingeart som beskrevs av Loïc Matile 1973. Boletiniella nigrifemur ingår i släktet Boletiniella och familjen svampmyggor. Inga underarter finns listade i Catalogue of Life.